# Wierzchlesie (gromada)
Wierzchlesie – dawna gromada, czyli najmniejsza jednostka podziału terytorialnego Polskiej Rzeczypospolitej Ludowej w latach 1954–1972.
Gromady, z gromadzkimi radami narodowymi (GRN) jako organami władzy najniższego stopnia na wsi, funkcjonowały od reformy reorganizującej administrację wiejską przeprowadzonej jesienią 1954 do momentu ich zniesienia z dniem 1 stycznia 1973, tym samym wypierając organizację gminną w latach 1954–1972.
Gromadę Wierzchlesie z siedzibą GRN w Wierzchlesiu utworzono – jako jedną z 8759 gromad – w powiecie sokólskim w woj. białostockim, na mocy uchwały nr 22/V WRN w Białymstoku z dnia 4 października 1954. W skład jednostki weszły obszary dotychczasowych gromad Wierzchlesie i Łaźnisko ze zniesionej gminy Szudziałowo w tymże powiecie. Dla gromady ustalono 10 członków gromadzkiej rady narodowej.
31 grudnia 1959 gromadę Wierzchlesie zniesiono, włączając ją do gromad Kamionka Stara (wieś Wierzchlesie oraz kolonie Brzozowy Grud, Litwin Ług i Pokarszyniec) i Sokołda (wieś Łaźnisko oraz kolonie Podłaźnisk (Podłaźnisko) i Suchy Grud).